# Quadrella pringlei
Quadrella pringlei är en kaprisväxtart som först beskrevs av John Isaac Briquet, och fick sitt nu gällande namn av Hugh Hellmut Iltis och Cornejo. Quadrella pringlei ingår i släktet Quadrella och familjen kaprisväxter. Inga underarter finns listade i Catalogue of Life.